# Wydawnictwo Armoryka
Wydawnictwo Armoryka – polskie wydawnictwo specjalizujące się w publikacjach książkowych, ebookach i audiobookach obejmujących tematykę religioznawczą, historyczną, literacką oraz związaną z  zagadkami wiedzy i natury.
Wydawnictwo powstało z inicjatywy Andrzeja Sarwy i jego żony Elżbiety w celu udostępnienia szerokiej publiczności klasycznych tekstów duchowych, religijnych i historycznych, które wcześniej dostępne były głównie w językach obcych lub jedynie w obiegu akademickim. Oferta skierowana jest do osób zainteresowanych historią, duchowością i tradycjami religijnymi.</ref>
W momencie powstania wydawnictwa brakowało tłumaczeń wielu klasycznych tekstów duchowych i religijnych. Armoryka wypełniła tę lukę, kierując się zasadą udostępniania szerokiej publiczności dziedzictwa duchowego i kulturowego różnych ludów i cywilizacji. Od początku działalności wydawnictwo kładło nacisk na przystępność, nie roszcząc sobie pretensji do naukowości, publikując teksty wcześniej znane jedynie wąskiemu gronu badaczy.
Wydawnictwo korzysta głównie z przekładów z języków nowożytnych.
Armoryka wydała bardzo wiele reprintów dzieł niewznawianych często od nawet 200 lat, jak np Kronika Kagnimira.
Choć Armoryka nie ma charakteru wydawnictwa naukowego, w jej ofercie znajdują się także pozycje o walorach naukowych i popularnonaukowych.

## Historia
Armoryka wywodzi się z założonego w 1991 roku w Sandomierzu Wydawnictwa Mandragora. 1 września 2006 roku przyjęła nazwę „Wydawnictwo i Księgarnia Internetowa Armoryka”, a 1 września 2009 roku – obecną nazwę „Wydawnictwo Armoryka”.

## Serie wydawnicze
Publikacje Armoryki ukazują się w ramach kilku serii tematycznych, m.in.:
- Sagi islandzkie (nordyckie) – potwierdzone w katalogu Biblioteki Narodowej m.in. następujące tomy:

- Saga o wikingach z Jom (Sagi islandzkie, tom 6)[3]

- Saga o Eryku Rudym (Sagi islandzkie, tom 9)[4]

- Saga o Grenlandczykach (Sagi islandzkie, tom 10)[5]

- Opowieść o Norna-Geście (Sagi islandzkie, tom 5)[6]

- Opowieść o Audunie z Zachodnich Fiordów (Sagi islandzkie, tom 4)[7]

- Saga o Honsa Thorim (Sagi islandzkie, tom 8)[8]

- Święte Księgi, Święte Teksty – seria religijnych tekstów klasycznych; potwierdzona w katalogu BN tytułami:
  - Historia i mądrość Achikara Asyryjczyka (tom 13)[9]
  - Avesta. Wendidad (tom 18)[10]
  - Czarna Księga oraz inne teksty sakralne jazydów (tom 15)[11]

- Biblioteka Tradycji Słowiańskiej – seria poświęcona historii i kulturze Słowian, m.in.:
  - Dzieje Słowiańszczyzny północno-zachodniej… (tom 24)[12]

- Biblioteka Tradycji Sandomierskiej – seria skupiona na lokalnym dziedzictwie Sandomierza, potwierdzona m.in. tytułami:
  - Sandomierska Brygada Straży Granicznej 1889–1914 (tom 1)[13]
  - Dorota Karkut. Gowórek herbu Rawicz (tom 2)[14]
  - Legendy i opowieści sandomierskie (tom 30)[15]

- Wielka Księga Umarłych – seria eschatologiczna autorstwa Andrzeja Sarwy, obejmująca m.in. książki Eschatologia Kościoła Wschodniego, Eschatologia islamu, Syn zatracenia : zaświaty w wierzeniach Kościołów tradycji katolickiej. Publikacje te są wykorzystywane także w programach uniwersyteckich.</ref>[16][17]

## Literatura piękna
Armoryka publikuje również wiele innych książek, m.in. klasyke literatury, np. Heptameron. Opowiadania królowej Nawarry, Raj utracony i Raj odzyskany Miltona, Kwiaty zła Baudelaire'a, Gulistan to jest Ogród różany Sadiego z Szirazu, jak i powieść współczesną, np. Cmentarz Świętego Medarda czy Tajemnica rodu Semberków Andrzeja Sarwy, i wiele innych.